# Bolivia op de Olympische Winterspelen 1988
Tijdens de Olympische Winterspelen van 1988, die in Calgary (Canada) werden gehouden, nam Bolivia voor de vierde keer deel.

## Deelnemers en resultaten

### Alpineskiën
| Olympiër             | Discipline       | Resultaat | Prestatie                                                 |
| -------------------- | ---------------- | --------- | --------------------------------------------------------- |
| Manuel Aramayo       | slalom (m)       | 46e       | run 1: 1.24,85 run 2: 1.17,46 totaal: 2.42,31 (+ 1.02,84) |
| Guillermo Avila      | reuzenslalom (m) | DSQ-1     | run 1: gediskwalificeerd                                  |
| Guillermo Avila      | slalom (m)       | 38e       | run 1: 1.16,57 run 2: 1.07,83 totaal: 2.24,40 (+ 44,93)   |
| Jaime Bascon         | reuzenslalom (m) | DSQ-1     | run 1: gediskwalificeerd                                  |
| José-Manuel Bejarano | reuzenslalom (m) | DNS-2     | run 1: 1.39,50 run 2: niet gestart                        |
| Enrique Montano      | reuzenslalom (m) | DSQ-1     | run 1: gediskwalificeerd                                  |
| Enrique Montano      | slalom (m)       | 53e       | run 1: 1.44,04 run 2: 1.23,37 totaal: 3.07,41 (+ 1.27,94) |
| Luis Viscarra        | slalom (m)       | 50e       | run 1: 1.30,45 run 2: 1.23,93 totaal: 2.54,38 (+ 1.14,91) |

Amerikaanse Maagdeneilanden · Andorra · Argentinië · Australië · België · Bolivia · Bondsrepubliek Duitsland · Bulgarije · Canada · Chili · China · Chinees Taipei · Costa Rica · Cyprus · Denemarken · Duitse Democratische Republiek · Fiji · Filipijnen · Finland · Frankrijk · Griekenland · Groot-Brittannië · Guam · Guatemala · Hongarije · IJsland · India · Italië · Jamaica · Japan · Joegoslavië · Libanon · Liechtenstein · Luxemburg · Marokko · Mexico · Monaco · Mongolië · Nederland · Nederlandse Antillen · Nieuw-Zeeland · Noord-Korea · Noorwegen · Oostenrijk · Polen · Portugal · Puerto Rico · Roemenië · San Marino · Sovjet-Unie · Spanje · Tsjecho-Slowakije · Turkije · Verenigde Staten · Zuid-Korea · Zweden · Zwitserland